# أدولفو غارسيا
أدولفو غارسيا (3 أكتوبر 1915 الأرجنتين - 24 مايو 1998 بونفيرادا إسبانيا) هو لاعب كرة قدم أرجنتيني سابق كان يلعب كمهاجم.